# Dariusz Lasocki
Dariusz Lasocki (ur. 16 stycznia 1978 w Wysokiem Mazowieckiem) – polski prawnik i samorządowiec, radca prawny, od stycznia 2020 do marca 2024 członek Państwowej Komisji Wyborczej.

## Życiorys
Ukończył męskie Katolickie Liceum Ogólnokształcące p.w. św. Augustyna w Warszawie. W latach 1993–1997 członek chóru męskiego Towarzystwa Śpiewaczego „Lira” im. Stefana Wasiaka w Warszawie.
Absolwent Wydziału Prawa i Administracji Uniwersytetu Warszawskiego. Studiował także w Institute of International Public Law and International Relations (Grecja), Institute for Studies on Economics and Employment (Włochy). Słuchacz Haskiej Akademii Prawa Międzynarodowego (The Hague Academy of International Law) w Holandii. Odbył szkolenie w Academy of European Law w Trewirze (Niemcy). Stypendysta The Acton Institute (USA) oraz Salzburg Global Seminar (stypendium Banku Austrii). Kształcił się również w McCourt School of Public Policy Georgetown University (USA) oraz w British Law Center organizowanym przez University of Cambridge i Uniwersytet Warszawski. Był stypendystą programu Marshall Memorial Fellowship organizowanego przez The German Marshall Fund of the United States (2016–2017) oraz Duke Geneva Institute in International Law w Szwajcarii (stypendium Duke University School of Law, USA).
Absolwent Szkoły Liderów Społeczeństwa Obywatelskiego (2013) autorstwa Zbigniewa Pełczyńskiego. Uczestnik pierwszej edycji Leadership Academy for Poland organizowanej przez Center for Leadership (2016). Ukończył kurs menedżerski w ICAN Institute oraz w EY Academy of Business. W 2018 uczestniczył w szkoleniu menedżerskim na McCourt School of Public Policy na Georgetown University w Waszyngtonie. W styczniu 2023 uczestnik kursu dla wyższej kadry menedżerskiej w Harvard Kennedy School of Government na Harvard University w Cambridge (USA).
Ukończył aplikację radcowską w Okręgowej Izbie Radców Prawych w Warszawie. Uzyskał uprawnienia radcy prawnego (nr wpisu WA-8140). W latach 2002–2016 pracował i współpracował z kancelariami prawnymi w Warszawie. Od 2011 prowadzi własną kancelarię radcowską, obsługując przedsiębiorstwa informatyczne, z branży nowych technologii. W latach 2016–2023 zarządzał zespołami prawników i specjalistów prawnych (GK PGNiG S.A., GK ORLEN S.A.). W 2015 zgłoszony (jako jedna z 20 osób) w konkursie „Prawnik Pro Bono” Fundacji Uniwersyteckich Poradni Prawnych oraz dziennika Rzeczpospolita, promującego prawników udzielających bezpłatnej pomocy prawnej dla osób potrzebujących.
W 2006 zdał egzamin w Ministerstwie Skarbu Państwa dla kandydatów na członków rad nadzorczych spółek Skarbu Państwa. Zasiadał w radach nadzorczych spółek prawa handlowego, m.in. Bumaru, Polskiej Grupy Zbrojeniowej, Polskiego Radia Kielce oraz TVP (od 2016 do 2017 jako przewodniczący, wcześniej od 2009 do 2010 był w TVP dyrektorem biura). W 2007 pracował jako doradca szefa Kancelarii Premiera Przemysława Gosiewskiego. W styczniu 2023 decyzją ministra Marcina Horały powołany do rady nadzorczej Centralnego Portu Komunikacyjnego. Funkcję tę sprawował do stycznia 2024. W latach 2023–2024 Przewodniczący Rady Nadzorczej Elektrociepłowni Stalowa Wola S.A. Został mediatorem w Centrum Mediacji przy Krajowej Izbie Gospodarczej oraz arbitrem w Sądzie Arbitrażowym przy Izbie Gospodarczej Gazownictwa. Publikuje analizy i opinie w dzienniku Rzeczpospolita.
W latach 2015–2017 członek rady Fundacji Narodowe Centrum Studiów Strategicznych.
Z listy Prawa i Sprawiedliwości (formalnie nie należąc do tej partii) zdobywał mandat radnego dzielnicy Praga-Południe w 2010 i 2014. W 2018 wybrany z list PiS radnym Rady m.st. Warszawy. 
W grudniu 2019 został zgłoszony przez klub parlamentarny Prawo i Sprawiedliwość na członka Państwowej Komisji Wyborczej. Sejm IX kadencji wybrał go na to stanowisko 20 grudnia 2019. 20 stycznia 2020 prezydent Andrzej Duda powołał go do składu PKW. W tym samym dniu złożył mandat radnego Rady m.st. Warszawy. W trakcie sprawowania mandatu radnego w Warszawie udzielił kilkuset bezpłatnych porad prawnych, interweniował w sprawie Jeziorka Gocławskiego, reprywatyzacji, w sprawach indywidualnych.  W 2024 wszedł w skład Rady Fundacji Szkoła Liderstwa im. Zbigniewa Pełczyńskiego.

## Odznaczenia
W grudniu 2021 roku za pracę publiczną oraz przyczynienie się do budowania i wzmacniania suwerenności, niepodległości, kulturowej  tożsamości  i materialnej pomyślności Rzeczypospolitej został odznaczony przez Prezydenta Medalem Stulecia Odzyskanej Niepodległości. W 2023 roku w uznaniu szczególnych zasług w kultywowaniu pamięci o walce o niepodległość Rzeczypospolitej Polskiej odznaczony przez Szefa Urzędu do Spraw Kombatantów i Osób Represjonowanych medalem „Pro Patria”. W 2025 otrzymał złoty Krzyż Zasługi.